# 愛德華多·施萬克
愛德華多·施万克（Eduardo Schwank，1986年4月23日—）是一位阿根廷職業網球運動員，2005年轉職業，他現在的教練為查維·納爾班迪安（大卫·纳尔班迪安的兄弟）。施万克的單打最高排名為48位（2010年6月7日），他來自瑞士德語區。

## 青少年生涯
2004年，施万克在青少年巡迴賽的最後一年，他的戰績為39勝4敗，並且奪得五項冠軍。在香蕉碗決賽擊敗西班牙籍球員巴勃羅·安杜哈爾，拿下他最具代表性冠軍。施万克在青少年組排名第二，僅次於加埃爾·蒙菲爾斯（曾在2004年摘下三項青少年組大滿貫冠軍）。

## 職業生涯

### 2006年
2006年，他奪得四項未來賽冠軍：前兩個在阿根廷獲得，後兩個在玻利維亞獲得。

### 2007年
2007年，他奪得一項挑戰賽冠軍，在麦德林決賽贏了澳洲籍球員克里斯·古西奧尼，和三項未來賽冠軍他也在里约热内卢舉行2007年泛美運動會，奪得一枚單打項目銅牌和一枚雙打項目金牌。2007年美國公開賽單打會外賽，他擊敗德國籍球員米沙·茲韋列夫和英國籍球員理查·布魯費爾德，不過最後負於德國籍球員亞歷山大·瓦斯克。

### 2008年
2008年4月，施万克連續奪得兩項挑戰賽冠軍，第一個在克雷莫納獲得、第二個在羅馬獲得。2008年5月12日，施万克參與波尔多挑戰賽，他所投宿的旅館發生火災，他的房間遭到大火吞噬，連帶著他的筆記型電腦、護照、以及在羅馬挑戰賽所獲得獎金一併損失，幸好施万克當時並不在房間 他仍拿下那站冠軍，連續參加三站挑戰賽都順利奪標
他捲入法律糾紛，被指控因沒有關掉房間內的烤箱而引起火災。他否認這項指控，並說明："我們有律師來處理這一切，我整天都待在警察局。”
2008年法國公開賽，施万克在會外賽為第一種子，他在三場比賽分別擊敗比約恩·倫奎斯特、Uladzimir Ignatik和伊利亞·博佐利亞奇，而首度進入會內賽，施万克在第一輪擊敗前世界第一與1998年前冠軍卡洛斯·莫亞。他在第二輪比賽也順利獲勝，但是第三輪以四盤比分負於地主球員保羅-亨利·馬蒂厄而中止他在法國公開賽的黑馬之旅，不過也讓他的排名上升到58位。

## 生涯統計

### 單打冠軍
| 賽事類別         |
| 大滿貫系列賽 (0) |
| ATP大師賽 (0)    |
| ATP巡迴賽 (0)    |
| 挑戰賽 (7)       |
| 未來賽 (9)       |

| 次數 | 日期           | 巡迴賽         | 場地 | 決賽對手                                     | 比分          |
| 1.   | 2006年3月27日  | 布宜諾斯艾利斯 | 紅土 | 克里斯蒂安·維拉葛蘭（Cristian Villagrán）    | 4–6, 6–3, 6–4 |
| 2.   | 2006年4月24日  | 布宜諾斯艾利斯 | 紅土 | 李安度·米加尼（Leandro Migani）              | 6–3, 7–6      |
| 3.   | 2006年8月7日   | 科尔多瓦       | 紅土 | 李安度·米加尼（Leandro Migani）              | 5–7, 6–0, 6–0 |
| 4.   | 2006年8月14日  | 门多萨         | 紅土 | 安德烈斯·摩尔泰尼（Andres Molteni）          | 6–4, 6–1      |
| 5.   | 2006年9月11日  | 拉巴斯         | 紅土 | 吉列爾莫·凱瑞（Guillermo Carry）             | 6–3, 6–1      |
| 6.   | 2006年9月18日  | 科恰班巴       | 紅土 | 馬丁·亞洛德（Martín Alund）                  | 7–6, 6–7, 7–6 |
| 7.   | 2007年4月23日  | 圣菲           | 紅土 | 胡安-馬丁·阿朗古倫（Juan-Martín Aranguren）  | 6–3, 6–2      |
| 8.   | 2007年4月30日  | 布宜諾斯艾利斯 | 紅土 | 胡安-馬丁·阿朗古倫（Juan-Martín Aranguren）  | 6–4, 6–4      |
| 9.   | 2007年5月7日   | 德图库曼       | 紅土 | 胡安·巴勃羅·阿瑪多（Juan-Martín Aranguren）  | 6–1, 6–4      |
| 10.  | 2007年10月1日  | 麦德林         | 紅土 | 克里斯·古西奧尼                              | 7–5, 5–7, 7–5 |
| 11.  | 2008年4月21日  | 克雷莫納       | 硬地 | 比約恩·法烏                                  | 6–3, 6–4      |
| 12.  | 2008年4月28日  | 羅馬           | 紅土 | 艾瑞克·艾羅頓（Éric Prodon）                 | 6–3, 6–7, 7–6 |
| 13.  | 2008年5月12日  | 波爾多         | 紅土 | 伊戈爾·昆尼辛                                | 6–2, 6–2      |
| 14.  | 2009年10月25日 | 圣地亚哥       | 紅土 | 尼古拉斯·馬蘇                                | 6–2, 6–2      |
| 15.  | 2009年11月22日 | 利馬           | 紅土 | 喬治·阿基魯爾（Jorge Aguilar）               | 7-5, 6-4      |
| 15.  | 2010年1月31日  | 布卡拉曼加     | 紅土 | 胡安·巴勃羅·布塞斯奇（Juan Pablo Brzezicki） | 6–4, 6–2      |

## 外部連結
- 愛德華多·施萬克（英文/西班牙文）的官方資料
- 愛德華多·施萬克的國際網球總會 職業／青少年 官方資料（英文）
- 愛德華多·施萬克的官方資料（英文）